# Washington Puente
Washington Puente – piłkarz urugwajski, napastnik.
Jako piłkarz klubu Rampla Juniors wziął udział w turnieju Copa América 1947, gdzie Urugwaj zajął trzecie miejsce. Puente zagrał w trzech meczach - z Chile (tylko w drugiej połowie - w przerwie meczu zastąpił Julio Britosa), Ekwadorem (zdobył 2 bramki) i Peru (tylko w drugiej połowie - w przerwie meczu zastąpił Julio Britosa).
Nadal jako piłkarz klubu Rampla Juniors wziął udział w turnieju Copa América 1953, gdzie Urugwaj zajął trzecie miejsce. Puente zagrał w pięciu meczach - z Boliwią (zdobył bramkę), Chile, Paragwajem, Brazylią i Ekwadorem (zdobył bramkę, w 49 minucie zmienił go Walter Morel).
Od 6 grudnia 1947 roku do 23 marca 1953 roku Puente rozegrał w reprezentacji Urugwaju 9 meczów i zdobył 4 bramki.